# ستانلي كوهين (فيزيائي)
ستانلي كوهين (بالإنكليزيَّة Stanley Cohen)، هو فيزيائيٌّ أمريكيّ. ولد في عام 1927 وقد عمل في مختبر أرجون الوطني. وأنشأ حانة (بيئة حوسبية)؛ وهي بيئة حَوسبيَّة رَقَمِيَّة. وَقد أوجَد وَأصبح رئيس شركة حانة للحوسبة.

## روابط خارجية
- ستانلي كوهين يعرض ميّزات «حانة» - 1972 على يوتيوب
- ستانلي كوهين يلتقي مُستخدمي «حانة» - 1988 على يوتيوب